# カルロ・ヤンカ
カルロ・ヤンカ（独: Carlo Janka、1986年10月15日 - ）は、スイスのアルペンスキー選手。ドイツ語圏であるグラウビュンデン州のオーバーサクセン出身。

## スキーのキャリア
2001年12月に国際スキー連盟のレースに初出場し、2004年1月にはヨーロッパカップに初出場した。2005年12月にワールドカップに初出場したが、その時は完走できなかった。2006年にカナダのケベック州モン＝サン＝アンで行われたジュニア世界選手権では3位入賞し、連盟公認のレースでは初めて表彰台に立った。2007年のシーズン終了時にはヨーロッパカップランキング全体で4位についた。
2006年12月17日にイタリアのアルタ・バディアで開かれたワールドカップの大回転では20位に終わったが、2年後の2008年11月29日にカナダのアルバータ州ルイーズ湖で開かれたワールドカップの滑降では2位に入り、急成長を見せた。その2週間後の12月13日にはフランスのヴァル＝ディゼールで開かれたワールドカップの大回転で優勝し、翌月にスイス、ヴェンゲンのラウバーホルン山での大会でも優勝した。その後、2009年にヴァル＝ディゼールで開かれた世界選手権では大回転で金メダル、滑降で銅メダルを獲得した。
2009年12月4日から3日間にかけて、ヤンカはアメリカ合衆国のコロラド州ビーバークリークの「バーズ・オフ・プレイ」コースで開かれたワールドカップでスーパー複合、滑降、大回転の三種目において勝利した。これは10年前に同じ場所でオーストリアのヘルマン・マイヤーが達成して以来10年ぶりのことである。また、同じ週末にカナダのルイーズ湖で開かれた女子ワールドカップではアメリカのリンゼイ・ボンが二種目で勝利し、三種目めで僅差で敗れるという擬似記録をつくった。2010年1月16日にはラウバーホルン山で開かれたワールドカップの滑降種目でも優勝した。
2010年2月23日にカナダのブリティッシュコロンビア州ウィスラーのウィスラー・クリークサイドで行われたバンクーバーオリンピックの大回転種目では金メダルを獲得した。3月にドイツのガルミッシュで行われたワールドカップではスイス人選手で4人目となる総合優勝を果たした。

## ワールドカップでの優勝歴

### シーズンタイトル
| シーズン | 部門 |
| -------- | ---- |
| 2009年   | 複合 |
| 2010年   | 総合 |

### レース
滑降が3、大回転が3、スーパー複合が2の計8回
| シーズン | 日付                     | 開催地                                     | 種目         |
| -------- | ------------------------ | ------------------------------------------ | ------------ |
| 2009年   | 2008年12月13日           | フランス、ヴァル＝ディゼール               | 大回転       |
| 2009年   | 2009年1月16日            | スイス、ヴェンゲン                         | スーパー複合 |
| 2009年   | 2009年世界選手権         |                                            |              |
| 2010年   | 2009年12月4日            | アメリカ合衆国、コロラド州ビーバークリーク | スーパー複合 |
| 2010年   | 2009年12月5日            | アメリカ合衆国、コロラド州ビーバークリーク | 滑降         |
| 2010年   | 2009年12月6日            | アメリカ合衆国、コロラド州ビーバークリーク | 大回転       |
| 2010年   | 2010年1月16日            | スイス、ウェンゲン                         | 滑空         |
| 2010年   | バンクーバーオリンピック |                                            |              |
| 2010年   | 2010年3月10日            | ドイツ、ガルミッシュ                       | 滑降         |
| 2010年   | 2010年3月12日            | ドイツ、ガルミッシュ                       | 大回転       |